# اندیس خاک صنعتی فیض آباد
خاک صنعتی فیض آباد یک اندیس غیرفلزی است که در حوالی شهر دامغان استان سمنان قرار دارد و مادهٔ معدنی موجود در آن، خاک صنعتی است.  